# Francis Haas
Pour les articles homonymes, voir Haas.
Francis Townley Haas est un nageur américain né le 13 décembre 1996 à Richmond. Il remporte la médaille d'or du relais 4 × 200 mètres nage libre aux Jeux olympiques d'été de 2016 à Rio de Janeiro avec Conor Dwyer, Ryan Lochte et Michael Phelps.

## Palmarès

### Championnats du monde

#### Grand bassin
- Championnats du monde 2017 à Budapest :
  -  Médaille d'or du relais 4 × 100 m nage libre
  -  Médaille d'or du relais 4 × 100 m quatre nages (participe uniquement aux séries)
  -  Médaille d'or du relais 4 × 100 m nage libre mixte (participe uniquement aux séries)
  -  Médaille de bronze du relais 4 × 200 m nage libre
- Championnats du monde 2019 à Gwangju :
  -  Médaille d'or du relais 4 × 100 m nage libre (participe uniquement aux séries)
  -  Médaille de bronze du relais 4 × 200 m nage libre